# Ascochyta senecionis
Ascochyta senecionis är en svampart som beskrevs av Fuckel 1870. Ascochyta senecionis ingår i släktet Ascochyta, ordningen Pleosporales, klassen Dothideomycetes, divisionen sporsäcksvampar och riket svampar.   Inga underarter finns listade i Catalogue of Life.